# بوب براون
بوب براون (بالإنجليزية: Bob Brown)‏ (1 يناير 1869 بليفربول في المملكة المتحدة - ) هو لاعب كرة قدم بريطاني (وحمل سابقاً جنسية المملكة المتحدة لبريطانيا العظمى وأيرلندا) في مركز الهجوم. لعب مع سويندون تاون وكوينز بارك رينجرز ونادي بريستول روفيرز ونادي ساوثهامبتون وBurton Wanderers F.C. ‏.